# Neoplan Starliner
Neoplan N5218 SHD Starliner — современный трёхосный 13-метровый автобус повышенного комфорта, выпускаемый компанией Neoplan в Германии с 1996 года по настоящее время.

## Общее описание

### Техническое описание
Neoplan Starliner считается пятизвездочным туристическим лайнером и отвечает всем современным требованиям продукции туристических автобусов. Автобус 13-метровый и чаще трехосный (хотя модификация N516 — двухосные), в высоту достигает 3,9-4,0 метра, а в ширину до 2,7 метра. Пневматическая подвеска обеспечивает максимальный комфорт перевозок как на малой, так и на большой скорости, и кресла установлены на высоте более двух метров над уровнем дороги. Считаясь «полутораэтажной», конструкция позволяет значительно расширить багажное отделение до 20 м³; имеет 3 стеклоочистителя — два на нижнем лобовом стекле паркуются в специальный отсек за передней лицевой панелью, поэтому сверху не видны, верхний одинарный стеклоочиститель рассчитан на очистку верхней части стекла для комфорта пассажиров. Есть стеклоомыватель с различными видами жидкостей — как водой, так и пеной. На нижней части передка расположены по 4 мощные фары, резко очерченный (??) бампер и противотуманные фары. По бокам расположены по 6 габаритных огней; автобус имеет 2 двери и довольно высокие ступеньки для входа в салон.
Салон выполнен по 5-звездными стандартам — в нём содержится от 48 до 63 парных кресел, обитые кожей или замшей, кресла ортопедические, откидываются на 150 ° и могут выдвигаться по специальным рельсам на 15 сантиметров, с 2 видами рычагов сдвига, на спинке каждого из них установлен мини-столик, вешалка для одежды, пепельница и небольшой ящик для содержания небольших вещей; подлокотники есть как у кресел со стороны окна, так и со стороны прохода. По всему салону установлена ксеноновая подсветка и дополнительные плафоны.
Место водителя такое же, как и пассажирское, панель приборов выполнена в стиле «торпедо», то есть полукруглая. На самом верху установлены большие электронные часы с синими цифрами. На панели расположено много кнопок, которые легко читаются, с целью сокращения количества рычагов установлен один мультиджойстик, управляющий указателями поворота, стеклоочистителями и звуковым сигналом, а также отопителем и кондиционером. Поскольку отдельной двери для водителя нет, слева "удлинена" панель с органами управления. На приборном щитке спидометр с электронным одометром, максимальная отметка — 128 км/ч (80 миль/ч), тахометр (максимально — 3000 об/мин), указатель уровня топлива (вместимость — 480 литров), указатель температуры двигателя (максимум — 120°C) и интегрированный дисплей посередине стрелочных приборов с электронными индикаторами указателей поворота / подогрева / предупреждения о низком уровне топлива (и ещё много других). Возле места (какого?) установлены GPS-маршрутоуказатель «Blaupunkt». Также в салоне есть немало удобств — DVD-телевизор у каждой из секций салона (2-5 штук на автобус) с возможностью просматривать телетрансляцию; есть новейший современный туалет, расположенный в задней части салона в довольно просторном отсеке, холодильник, автомат с напитками, дополнительные вентиляционные люки; принудительный обдув охлаждённым воздухом от кондиционера - через створки.

### Достоинства и новые системы
Автобус имеет немало достоинств своей конструкции:
- ABS — антиблокировочная система
- ACC — специальный контроль-ограничитель по скорости автобуса, запрограммирован на любую установленную скорость, обычно не больше от 100 км / час.
- ASR — антипробуксовочная система
- BAS — добавочные тормоза
- CDS — контроль влажности
- EBS — уменьшение тормозного пути
- ESP — контроль во время маневров; предупредительно мигает в случае возможной аварии
- EHLA — увеличивает угол поворота колес
- GPS -навигатор
- LGS — уменьшение вибрации при езде по бездорожью
- SH — контроль максимальной скорости во время съезда с горы
- XENON — газоразрядные ксеноновые лампы фар

### Дополнительные возможности
Автобус представляет несколько дополнительных возможностей во время передвижения:
- просмотр телеканалов во время поездки «вживую» на телевизоре или просмотр фильмов на LCD
- автомат с напитками
- отдельная кабинка для туалета
- книлинг кузова
- огромный багажный отсек
- кондиционер мощностью 38 кВт
- огромные входные двери для входа двух человек одновременно
- мощный звук при просмотре фильмов и телепередач во время путешествия
- подсветка на краю крыши;

## Галерея
- Neoplan Starliner (1996-2004)
- Neoplan Starliner (1996-2004)
- Neoplan Starliner (1996-2004)
- Neoplan Starliner (2004-настоящее время)